# Evangelische Kirche (Sandersdorf)

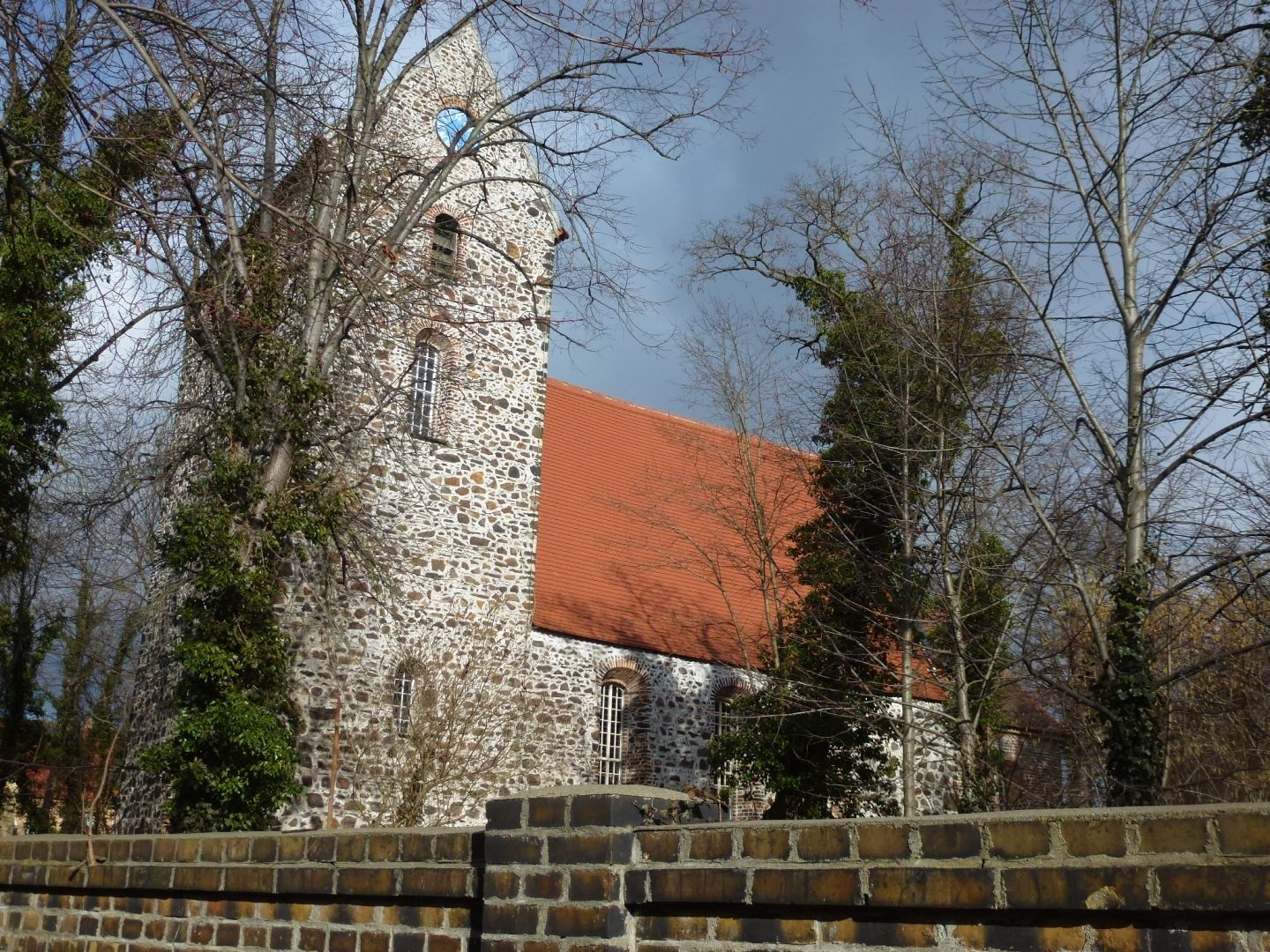
Evangelische Kirche Sandersdorf

Die Evangelische Kirche Sandersdorf ist ein Sakralbau in der Stadt Sandersdorf-Brehna im Landkreis Anhalt-Bitterfeld in Sachsen-Anhalt. Die Kirchengemeinde Sandersdorf gehört zum Regionalpfarramt Sandersdorf-Brehna in der Region Bitterfeld-Wolfen-Sandersdorf-Brehna des Kirchenkreises Wittenberg. Dieser Kirchenkreis befindet sich im Propstsprengel Halle-Wittenberg der Evangelischen Kirche in Mitteldeutschland.

## Geschichte und Baubeschreibung
Im Hochmittelalter erhielten viele Dörfer Sachsen-Anhalts eigene Kirchbauten aus Stein. Auch Sandersdorf gehörte zu diesen Dörfern und es entstand eine Kirche mit Westquerturm und Schiff, die im 12. Jahrhundert aus Feldsteinen erbaut wurden. Der heutige Chor ist hingegen ein gotisch ergänzter Backsteinbau mit dreiseitigem Ostschluss aus Bruchsteinen, der vermutlich aus dem 17. Jahrhundert stammt. In späteren Zeiten wurde die Kirche mehrfach leicht verändert. So findet sich an der Nordseite des Langhauses ein vermauerter Zugang, am Chor wurden sowohl an der Nord- als auch an der Südseite Fenster zugemauert. Für das Jahr 1930 lässt sich eine Restaurierung nachweisen. Das Patrozinium, das lange Zeit als unbekannt galt, wird in letzter Zeit häufiger mit St. Marien angegeben, was zu Verwechslungen mit der katholischen St.-Marien-Kirche von Sandersdorf führt.
Neben Feldsteinen wurden vereinzelt auch bearbeitete Porphyrsteine für den Bau der Kirche verwendet. Die Fenster am Schiff, das genauso breit ist, wie der Turm, sind barock verändert worden und weisen daher Segmentbögen auf. Der Haupteingang befindet sich im Westen, ein Nebeneingang wurde im Osten geschaffen. Der zirka 25 Meter hohe Turm mit seinem Satteldach wird gern als Beleg für eine Erbauung als Wehrkirche benutzt. Architektonisch lassen sich solche Behauptungen für Sachsen-Anhalt aber nicht nachweisen. Auf dem Langhaus befindet sich ein relativ hohes Satteldach.
Das Gotteshaus steht als Baudenkmal unter Denkmalschutz und ist im Denkmalverzeichnis mit der Nummer 094 95192 erfasst. Seit dem Zusammenschluss zum gemeinsamen Pfarrbereich gilt die Kirche als wichtiger Veranstaltungsort der Gegend.

## Ausstattung
Die Ausstattung wird zum Großteil in die Zeit um das Jahr 1700 datiert. Dazu zählen auch die Hufeisenempore und die flache Holzkassettendecke. Der Kanzelaltar stammt zwar ebenfalls aus dem Jahr 1709. Er wurde aber nicht für diese Kirche geschaffen, sondern für die Kapelle von Schloss Zörbig. Nach Sandersdorf kam er im Jahr 1750, da die Zörbiger Schlosskapelle in dieser Zeit abgerissen wurde. Am Kanzelkorb finden sich zwei wappenhaltende Engel sowie die vier Evangelisten. Die Christusfigur wurde vermutlich etwas versetzt, damit der Kanzelaltar in die Kirche passt. Im Jahr 1896 erhielt die Kirche eine Orgel von Wilhelm Rühlmann sen. Sie entstand als Opus 177 mit 13 Registern und wurde in den Jahren 1955 und 1956 umgebaut. Bei diesem Orgelumbau wurde auch die dreiseitige Empore nach Westen verlängert.
Im Turm hängen drei Glocken, von denen die älteste aus dem Jahr 1616 stammt. Die Turmuhr wurde im Jahr 1910 von der Firma J. F. Weule aus Bockenem geschaffen. Im Altarraum finden sich zudem zwei große Gemälde von Martha von Stuckrad („Ich bin die Auferstehung und das Leben“, „Geburt Christi“).
Im Jahr 2012 erhielt die Kirche zehn neue Fenster, die vom Wernigeröder Glasgestalter Günter Grohs stammen. Sie wurden in der Quedlinburger Glaswerkstatt F. Schneemelcher angefertigt. 2014 erhielt die Kirche ein Deckengemälde und einen Schriftfries im Chorraum, in eigener Typografie, von Grohs entworfen. Ausgeführt wurden die Entwürfe von der Kunstmalerin Anke Schön-Erhart (Holzweißig) in eigenhändiger Malerei in Zusammenarbeit mit dem Künstler.

## Umfeld

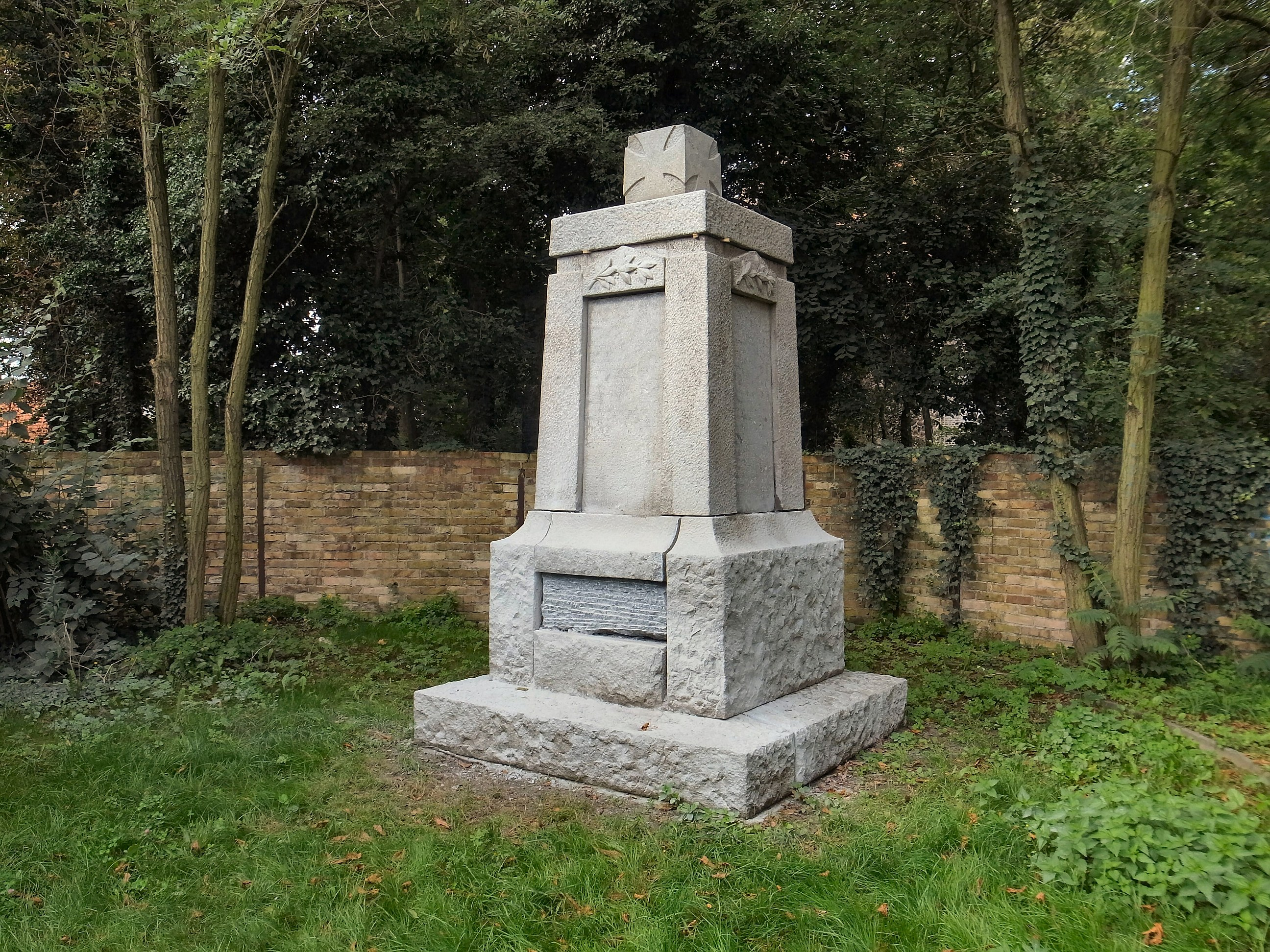
Kriegerdenkmal

Der Friedhof wird von einer Backsteinmauer umfasst. Auf ihm finden sich verschiedene Grabsteine, die dem Barock und dem Klassizismus zugerechnet werden. Am Kirchplatz steht zudem das Kriegerdenkmal für die Gefallenen des Ersten Weltkriegs.